# Witalij Wiszniewski
Witalij Wiktorowicz Wiszniewski (ros. Виталий Викторович Вишневский, ukr. Віталій Вікторович Вишневський - Witalij Wiktorowycz Wysznewski; ur. 18 marca 1980 w Charkowie) – rosyjski hokeista pochodzenia ukraińskiego, reprezentant Rosji, olimpijczyk.

## Kariera
- Torpedo 2 Jarosław (1995–1999)
- Torpedo Jarosław (1998–1999)
- Anaheim Ducks (1999–2004, 2005–2006)
  -  Cincinnati Mighty Ducks (1999–2000)
  -  Chimik Woskriesiensk (2004–2005)
- Atlanta Thrashers (2006–2007)
- Nashville Predators (2007)
- New Jersey Devils (2007–2008)
- Łokomotiw Jarosław (2008–2010)
- SKA Sankt Petersburg (2010–2012)
- Łokomotiw Jarosław (2012-2015)
- Siewierstal Czerepowiec (2017-2018)

Wychowanek klubu Drużba-78 Charków. W latach 2010–2012 gracz SKA Sankt Petersburg i kapitan tej drużyny. Od maja 2012 roku po raz trzeci w karierze zawodnik Łokomotiwu Jarosław. Pod koniec kwietnia 2014 przedłużył kontrakt z klubem o dwa lata. We wrześniu 2015 bez powodzenia przebywał na testach w Anaheim Ducks. W sezonach 2015/2016 i 2016/2017 nie występował. Od lipca 2017 zawodnik Siewierstali Czerepowiec. W sierpniu 2018 ogłosił zakończenie kariery.
Uczestniczył w turniejach mistrzostw świata w 1999, 2001, 2009, Pucharu Świata 1996, 2004 oraz zimowych igrzysk olimpijskich 2006.

## Sukcesy
Reprezentacyjne
- Brązowy medal mistrzostw świata juniorów do lat 18: 1998
- Srebrny medal mistrzostw świata juniorów do lat 20: 1998
- Złoty medal Mistrzostw świata juniorów do lat 20: 1999
- Złoty medal mistrzostw świata: 2009

Klubowe
- Clarence S. Campbell Bowl: 2003 z Anaheim Ducks
- Mistrzostwo dywizji NHL: 2007 z Atlanta Thrashers
- Srebrny medal mistrzostw Rosji: 2009 z Łokomotiwem
- Puchar Spenglera: 2010 ze SKA
- Brązowy medal mistrzostw Rosji: 2014 z Łokomotiwem Jarosław

Indywidualne
- Mistrzostwa Świata Juniorów w Hokeju na Lodzie 1999:
  - Najlepszy obrońca turnieju
  - Skład gwiazd turnieju
- Superliga rosyjska 1998/1999: Nagroda dla najlepszego pierwszoroczniaka sezonu
- KHL (2008/2009):
  - Trzecie miejsce w klasyfikacji +/- w fazie play-off: +10
  - Trzecie miejsce w klasyfikacji asystentów wśród obrońców w fazie play-off: 7 asyst
  - Trzecie miejsce w klasyfikacji kanadyjskiej wśród obrońców w fazie play-off: 9 punktów
- KHL (2009/2010):
  - Pierwsze miejsce w klasyfikacji asystentów wśród obrońców w fazie play-off: 9 asyst
  - Czwarte miejsce w klasyfikacji +/- w fazie play-off: +10

Wyróżnienia
- Zasłużony Mistrz Sportu Rosji w hokeju na lodzie: 2009